# لانزبورگ
شهر لانزبورگ  در بخش لانزبورگ در ایالت ارگو در کشور سوئیس واقع شده‌است که ۷٬۵۰۰ نفر  جمعیت دارد.